# Escuela de rateros
Escuela de rateros és una pel·lícula mexicana de 1958 (encara que filmada el 1956) del director Rogelio A. González amb argument de Luis Alcoriza. Va ser la tercera pel·lícula en color amb Pedro Infante en paper protagonista doble i l'última que va completar aquest actor abans de la seva defunció. També augmenta la consciència sobre violència contra les dones.

## Argument
Víctor (Pedro Infante), un actor "pocavergonya", és fet xantatge per un vell soci, Eduardo (Eduardo Fajardo), un argentí lladre de joias. Víctor tracta de denunciar-ho a la policia, però Víctor és assassinat mentre camina al telèfon. La policia usa a un tipus molt semblant i que és repartidor de pa, Raúl (també Pedro Infante), per a atrapar a Eduardo. Això proporciona una gran oportunitat de tenir misteris de personalitat, i desventures. Finalment Raúl ajuda a capturar al lladre de joies, rep la recompensa, i es casa amb la promesa que Víctor havia estat fent xantatge.

## Repartiment
- Pedro Infante - Víctor Valdés/Raúl Cuesta Hernández[3]
- Yolanda Varela – Amant de Víctor
- Rosa Arenas - Rosaura Villarreal
- Rosa Elena Durgel - Sgt. Martha Angulo
- Bárbara Gil - Alicia
- Eduardo Fajardo - Eduardo, lladre de joies
- Eduardo Alcaraz - Toño
- Raúl Ramírez – Pablo, advocat i germà d’Alicia
- Luis Aragón - Lt. López
- Luis Manuel Pelayo - Félix, el bromista
- José Jasso - Martínez
- Arturo Soto Rangel – el banquer
- Fellove – el cantant
- Carlos Múzquiz - Comandant
- Roberto G. Rivera - Policia
- Armando Acosta - convidat a la festa
- Daniel Arroyo - convidat a la festa
- René Barrera - detectiu
- Lonka Becker – hoste de la festa
- Carlos Bravo y Fernández – majordom
- Rodolfo Calvo - Sr. de Villareal
- Enrique Carrillo – polic
- Arturo Castro Bigotón -arretat
- María Luisa Cortés - convidat a la festa
- Mario García Harapos - taverner
- Jesús Gómez - convidat a la festa
- Leonor Gómez – dona al mercat
- Rubén Márquez - convidat a la festa
- Lina Regis - convidat a la festa